# KIO (KDE)
KIO (KDE Input/Output) – stanowiący część KDE SC 4 asynchroniczny wirtualny system plików odpowiedzialny za obsługę dostępu do plików, stron internetowych i innych zasobów za pośrednictwem jednolitego API. KIO-Slaves stanowiące część KDE Input/Output są programami zajmującymi się obsługą takich protokołów jak HTTP, FTP, SSH, WebDAV, SMB, SVN, TAR, FISH, SFTP, POP3, IMAP, Bluetooth. Osiąga się to poprzez abstrakcję typowych działań programów i umożliwia to również obsługę archiwów tar, cpio czy zip oraz lokalnych źródeł, takich jak CD-Audio czy pamięci USB.
Podstawowym założeniem tej koncepcji jest to, że nie pisze się nowego klienta do obsługi każdego nowego protokołu, więc zasada działania KIO slave wystarcza do opracowania obsługi nowego protokołu dla KIO. To z kolei zapewnia jednolity dostęp do plików dla wirtualny system plików w KDE bez konieczności odwoływania się do informacji o bieżących działaniach.
Konqueror, Dolphin i inne programy w KDE 4 mogą mieć np. dostęp do urządzeń Bluetooth lub urządzeń sieciowych bez konieczności uwzględnienia lub rozpoznania wyróżnionych rodzaju danych. Zapewnia to użytkownikom wygodniejsze i skuteczniejsze wykonywanie operacji niż z użyciem konsoli.

## Przykład użycia
Konwersja muzyki z CD-Audio z użyciem KIO slave CD-Audio do Ogg Vorbis polega skopiowaniu zawartości CD-Audio widocznej po wpisaniu pseudo-URI audiocd:/ do katalogu na dysku twardym Ogg/. Cała konwersja odbywa się automatycznie podczas kopiowania. Podobnie wygląda konwersja na WAV lub inny format multimedialny.